# The Machinist
The Machinist, från 2004, är en spansk, brittisk, fransk, amerikansk långfilm av Brad Anderson, inspelad i Barcelona.

## Handling
Huvudpersonen, verkstadsarbetaren Trevor Reznik, är en generellt skötsam person. Han besöker regelbundet den prostituerade Stevie (spelad av Jennifer Jason Leigh) för både sex och avkopplande samtal. De pratar om det mesta, bland annat Rezniks sömnproblem, och han hävdar att han inte sovit riktigt på ett helt år. Under denna period har han också gått ner mycket i vikt.
På grund av trötthet orsakar Reznik en svår olycka på den mekaniska verkstad där han arbetar. Olyckan kostar en kollega armen och Reznik börjar känna sig än mer oönskad på arbetsplatsen. Hans sedan tidigare existerande paranoia blir värre och han upplever att arbetskamraterna tittar snett på honom, samtidigt som gåtfulla papperslappar oväntat dyker upp i hans lägenhet.

## Om filmen
Filmen har varit omtalad en del för huvudrollsinnehavaren Christian Bales uppoffring då han under en längre tid innan inspelningen gick på en diet bestående av endast ett äpple och en burk tonfisk per dag och till slut vägde 54 kilo istället för sina tidigare 82. Huvudpersonen i filmen har i historien gått ner mycket i vikt, vilket föranledde bantningen.
The Machinist har en mycket melankolisk stämning, och miljöerna är en bidragande faktor till att försöka få tittaren att uppleva samma sorts dysterhet och förvirring som Reznik upplever. 

## Tagline
- How do you wake up from a nightmare if you're not asleep?

## Rollista (i urval)
- Christian Bale - Trevor Reznik
- Jennifer Jason Leigh - Stevie
- Michael Ironside - Miller
- Anna Massey - Mrs. Shike
- Aitana Sánchez-Gijón - Marie
- John Sharian - Ivan
- Larry Gilliard Jr. - Jackson
- Reg E. Cathey - Jones
- James DePaul - Reynolds